# TM Forum
TM Forum (dřívější název TeleManagement Forum) je globální, neziskové sdružení průmyslových výrobců, poskytovatelů služeb a jejich dodavatelů v oblasti telekomunikací a zábavního průmyslu.
Členy TM Forum jsou poskytovatelé telekomunikačních služeb, provozovatelé kabelových televizí, provozovatelé datových sítí, dodavatelé programového vybavení, dodavatele zařízení a systémoví integrátoři. V roce 2012 měla organizace více než 900 členů ze 195 zemí.
TM Forum poskytuje svým členům informace a podporu s cílem pomoci jim při vytváření a poskytování efektivních služeb. Do této oblasti patří průmyslový výzkum, provádění benchmarků, vypracovávání technologických postupů, vypracovávání návodů s nejlepšími zkušenostmi, specifikace softwarových standardů a rozhraní, provádění certifikovaných školení, pořádání konferencí a vydávání publikací.
TM Forum také poskytuje svým členům možnost propagace a navazování kontaktů. TM Forum pravidelně pořádá na různých kontinentech akci Management World.
Nejznámějšími standardy vypracovanými TM Forum jsou Frameworx, model eTOM, Sdílený informační/datový model, Telekomunikační aplikační mapa (TAM).